# Leon (Iowa)
Leon is een plaats (city) in de Amerikaanse staat Iowa, en valt bestuurlijk gezien onder Decatur County.

## Demografie
Bij de volkstelling in 2000 werd het aantal inwoners vastgesteld op 1983. In 2006 is het aantal inwoners door het United States Census Bureau geschat op 1930, een daling van 53 (-2,7%).

## Geografie
Volgens het United States Census Bureau beslaat de plaats een oppervlakte van 8,1 km², geheel bestaande uit land. Leon ligt op ongeveer 323 m boven zeeniveau.

## Plaatsen in de nabije omgeving
De onderstaande figuur toont nabijgelegen plaatsen in een straal van 20 km rond Leon.